# アガサ賞
アガサ賞（アガサしょう、英: Agatha Award）は、アガサ・クリスティに敬意を表したミステリ（推理小説）の文学賞で、マリス・ドメスティックが主宰している。マリス・ドメスティックは「伝統的なミステリ」愛読者の大会として1989年に発足し、毎年春にワシントンD.C.で授賞式が開催されている。
受賞作品は、アガサ・クリスティ作品のような「伝統的なミステリ」が対象となる。「伝統的なミステリ」とは、あからさまな性描写や過激な流血、暴力シーンがないミステリ作品と緩やかに定義されていて、たいていは、警察官や私立探偵ではない一般の人が主人公となり、狭い地域を舞台として、お互い顔見知りの人々の中で起きる事件や謎を解決するミステリである。
アガサ賞の作品賞には5つのカテゴリ「最優秀長篇賞」「最優秀処女長篇賞」「最優秀短篇賞」「最優秀ノンフィクション賞」「最優秀児童書・ヤングアダルト賞」があり、これらの賞にノミネートされる作品は大会の出席者すべてによる投票で選ばれる。また、「生涯功労賞」「ポアロ賞」もあり、これはあらかじめ理事によって決定される。

## 作品賞

### 最優秀長篇賞 (Best Novel)
| 年     | 受賞作                                                  | ノミネート作 |
| ------ | ------------------------------------------------------- | --- |
| 1988年 | キャロリン・G・ハート 『舞台裏の殺人』                  | - ドロシー・キャネル 『未亡人クラブ』 - ジョーン・ヘス 『ど田舎警察のミズ署長は死体とジルバを踊るのサ。』 - シャーリン・マクラム "Paying the Piper" - ナンシー・ピカード 『愛しのわが家』                                                |
| 1989年 | エリザベス・ピーターズ 『裸でご免あそばせ』             | - サラ・コードウェル 『セイレーンは死の歌をうたう』 - キャロリン・G・ハート 『ミステリ講座の殺人』 - マーガレット・マロン "Corpus Christmas" - ギリアン・ロバーツ 『もみの木蔭で待ち伏せて』                                             |
| 1990年 | ナンシー・ピカード 『虹の彼方に』                       | - シャーレイン・ハリス "Real Murders" - キャロリン・G・ハート 『ヴァレンタイン・デイの殺人』 - アン・ペリー 『見知らぬ顔』 - エリス・ピーターズ 『陶工の畑』                                                                             |
| 1991年 | ナンシー・ピカード 『悲しみにさよなら』                 | - アーロン・エルキンズ 『遺骨』 - キャロリン・G・ハート 『クリスティー記念祭の殺人』 - シャーロット・マクラウド 『フクロウが多すぎる』 - エリザベス・ピーターズ "The Last Camel Died At Noon"                                            |
| 1992年 | マーガレット・マロン 『密造人の娘』                     | - キャロリン・G・ハート 『幽霊屋敷の殺人』 - シャーリン・マクラム "The Hangman's Beautiful Daughter" - アン・ペリー "Defend And Betray" - エリザベス・ピーターズ "The Snake, The Crocodile and the Dog"                                  |
| 1993年 | キャロリン・G・ハート 『死者の島』                      | - アーロン・エルキンズ 『画商の罠』 - ジョーン・ヘス "O Little Town of Maggody" - ロシェル・メジャー・クリッヒ 『凍える遊び』 - マーガレット・マロン "Southern Discomfort" - キャシー・ホーガン・トロチェック "To Live And Die In Dixie" |
| 1994年 | シャーリン・マクラム 『丘をさまよう女』                 | - キャロリン・G・ハート 『優雅な町の犯罪』 - ローリー・R・キング 『シャーロック・ホームズの愛弟子』 - ロシェル・メジャー・クリッヒ 『災厄の天使』 - エリザベス・ピーターズ "Night Train To Memphis"                                      |
| 1995年 | シャーリン・マクラム "If I'd Killed Him When I Met Him" | - ジョーン・ヘス "Miracles In Maggody" - シャラン・ニューマン "The Wandering Arm" - ナンシー・ピカード 『扉をあけて』 - ウォルター・サタスウェイト 『名探偵登場』                                                                        |
| 1996年 | マーガレット・マロン 『悪魔の待ち伏せ』                 | - アーリーン・ファウラー "Kansas Troubles" - テリ・ホルブルック "Grass Widow" - マーガレット・ローレンス "Hearts And Bones" - シャラン・ニューマン "Strong As Death"                                                                     |
| 1997年 | ケイト・ロス 『マルヴェッツィ館の殺人』                 | - ジャン・バーク 『少年たちの沈黙』 - デボラ・クロンビー 『警視の死角』 - アーリーン・ファウラー "Goose In A Pond" - エリザベス・ピーターズ "Seeing A Large Cat"                                                                         |
| 1998年 | ローラ・リップマン 『スタンド・アローン』               | - ジャン・バーク 『親族たちの嘘』 - アーリーン・ファウラー "Dove In The Window" - ヴァージニア・ラニア "Blind Bloodhound Justice" - マーガレット・マロン "Home Fires" - エリザベス・ピーターズ "The Ape Who Guards The Balance"          |
| 1999年 | アーリーン・ファウラー "Mariner's Compass"              | - ジェリリン・ファーマー 『殺人現場で朝食を』 - キャロリン・G・ハート 『死の散歩道』 - ローラ・リップマン 『ビッグ・トラブル』 - スジャータ・マッシー "The Flower Master"                                                                |
| 2000年 | マーガレット・マロン "Storm Track"                      | - タフィー・キャノン "Guns and Roses" - ジェリリン・ファーマー "Killer Wedding" - スジャータ・マッシー "The Floating Girl" - エリザベス・ピーターズ "He Shall Thunder in the Sky"                                                        |
| 2001年 | リース・ボウエン 『口は災い』                           | - アーリーン・ファウラー "Arkansas Traveler" - シャーレイン・ハリス 『満月と血とキスと』（2009年改題『トゥルーブラッド1 闇夜の訪問者』） - ロシェル・メジャー・クリッヒ "Shadows of Sin" - スジャータ・マッシー "The Bride's Kimono"     |
| 2002年 | ドナ・アンドリューズ 『恋するA・I探偵』                 | - リース・ボウエン 『押しかけ探偵』 - ロシェル・メジャー・クリッヒ "Blues in the Night" - キャサリン・ホール・ペイジ "The Body in the Bonfire" - エリザベス・ピーターズ "The Golden One"                                                 |
| 2003年 | キャロリン・G・ハート 『手紙と秘密』                    | - ドナ・アンドリューズ 『ハゲタカは舞い降りた』 - ジェリリン・ファーマー "Mumbo Gumbo" - ロシェル・メジャー・クリッヒ "Dream House" - マーガレット・マロン "Last Lessons of Summer" - エレイン・ヴィエッツ 『死ぬまでお買物』            |
| 2004年 | ジャクリーン・ウィンスピア "Birds of a Feather"         | - ドナ・アンドリューズ "We'll Always Have Parrots" - ローラ・リップマン 『ロスト・ファミリー』 - マーガレット・マロン "High Country Fall" - スジャータ・マッシー "The Pearl Diver"                                                       |
| 2005年 | キャサリン・ホール・ペイジ "The Body in the Snowdrift"  | - ドナ・アンドリューズ "Owl's Well That Ends Well" - ジャクリーン・ウィンスピア "Pardonable Lies" - マーガレット・マロン "Rituals of the Season" - パリ・ノスキン・タイシャ "The Belen Hitch" - ヘザー・ウェバー "Trouble in Spades"     |
| 2006年 | ナンシー・ピカード 『凍てついた墓碑銘』                 | - アーリーン・ファウラー "The Saddlemaker's Wife" - L・C・ヘイデン "Why Casey Had To Die" - ジュリア・スペンサー＝フレミング "All Mortal Flesh" - ジャクリーン・ウィンスピア "Messenger Of Truth"                                        |
| 2007年 | ルイーズ・ペニー 『スリー・パインズ村と運命の女神』     | - ドナ・アンドリューズ "The Penguin Who Knew Too Much" - リース・ボウエン 『貧乏お嬢さま、メイドになる』 - マーガレット・マロン "Hard Row" - エレイン・ヴィエッツ "Murder With Reservations"                                             |
| 2008年 | ルイーズ・ペニー 『スリー・パインズ村の無慈悲な春』     | - ドナ・アンドリューズ "Six Geese A-Slaying" - リース・ボウエン 『貧乏お嬢さま、古書店へ行く』 - アン・ペリー "Buckingham Palace Gardens" - ジュリア・スペンサー＝フレミング "I Shall Not Want"                                          |
| 2009年 | ルイーズ・ペニー "A Brutal Telling"                     | - ドナ・アンドリューズ "Swan for the Money" - リース・ボウエン 『貧乏お嬢さま、空を舞う』 - ローナ・バレット "Bookplate Special" - ハンク・フィリッピ・ライアン "Air Time"                                                               |
| 2010年 | ルイーズ・ペニー "Bury Your Dead"                       | - ドナ・アンドリューズ "Stork Raving Mad" - ナンシー・ピカード "The Scent of Rain and Lightning" - ハンク・フィリッピ・ライアン "Drive Time" - ヘザー・ウェバー "Truly, Madly"                                                           |
| 2011年 | マーガレット・マロン "Three-Day Town"                   | - ドナ・アンドリューズ "The Real Macaw" - クリスタ・デイヴィス "The Diva Haunts the House" - G・M・マリエット "Wicked Autumn" - ルイーズ・ペニー "A Trick of the Light"                                                                  |
| 2012年 | ルイーズ・ペニー "The Beautiful Mystery"                | - クリスタ・デイヴィス "The Diva Digs Up the Dirt" - G・M・マリエット "A Fatal Winter" - マーガレット・マロン "The Buzzard Table" - ハンク・フィリッピ・ライアン "The Other Woman"                                                       |
| 2013年 | ハンク・フィリッピ・ライアン "The Wrong Girl"           | - ジュリア・スペンサー＝フレミング "Through the Evil Days" - G・M・マリエット "Pagan Spring" - ルイーズ・ペニー "How the Light Gets In" - バーバラ・ロス "Clammed Up"                                                                    |
| 2014年 | ハンク・フィリッピ・ライアン "Truth Be Told"            | - ドナ・アンドリューズ "The Good, The Bad and The Emus" - G・M・マリエット "A Demon Summer" - ルイーズ・ペニー "The Long Way Home" - マーガレット・マロン "Designated Daughters"                                                         |
| 2015年 | マーガレット・マロン "Long Upon the Land"               | - アネット・ダシュフィ "Bridges Burned" - カトリーナ・マクファーソン "The Child Garden" - ルイーズ・ペニー "Nature of the Beast" - ハンク・フィリッピ・ライアン "What You See"                                                           |
| 2016年 | ルイーズ・ペニー "A Great Reckoning"                    | - エレン・バイロン "Body on the Bayou" - カトリーナ・マクファーソン "Quiet Neighbors" - バーバラ・ロス "Fogged Inn" - ハンク・フィリッピ・ライアン "Say No More"                                                                         |
| 2017年 | ルイーズ・ペニー "Glass Houses"                         | - アリソン・ブルック "Death Overdue" - エレン・バイロン "A Cajun Christmas Killing" - アネット・ダショフィ "No Way Home" - マーガレット・マロン "Take Out"                                                                               |

### 最優秀処女長篇賞（Best First Novel）
| 年     | 受賞作                                                                       | ノミネート作 |
| ------ | ---------------------------------------------------------------------------- | --- |
| 1988年 | エリザベス・ジョージ 『そしてボビーは死んだ』 （1998年改題『大いなる救い』） | - キャロライン・グレアム 『蘭の告発』 - コリン・ホルト・ソーヤー 『老人たちの生活と推理』 - スザンナ・ステイシー "Goodbye, Nanny Grey" - ドロシー・サッチャー 『サマーセミナーの殺人』                                                                                    |
| 1989年 | ジル・チャーチル 『ゴミと罰』                                                | - エリナ・ボイラン "Working Murder" - フランセス・ファイフィールド 『愛されない女』 - メラニー・ジョンソン・ホウ "The Mother Shadow" - エディス・スコム "The Mark Twain Murders"                                                                                          |
| 1990年 | キャサリン・ホール・ペイジ 『待ち望まれた死体』                              | - パット・バーデン "Screaming Bones" - ダイアン・デヴィッドソン 『クッキング・ママは名探偵』 - ウィリアム・F・ラブ "The Chartreuse Clue" - ジャネット・L・スミス "Sea Of Troubles"                                                                                        |
| 1991年 | メアリー・ウィリス・ウォーカー 『凍りつく骨』                                | - メアリー・ケイヒル "Carpool" - メアリー・ダンハイム "Just Desserts" - レベッカ・ローゼンバーグ 『果樹園殺人事件』 - アン・ウィリアムズ "Flowers For The Dead" |
| 1992年 | バーバラ・ニーリイ 『怯える屋敷』                                            | - デボラ・アダムズ "All the Great Pretenders" - スーザン・ウィッティグ・アルバート "Thyme Of Death" - キャロル・H・クラーク 『殺意の航海』 - ミリアム・グレース・マンフレド "The Seneca Falls Inheritance"                                                                |
| 1993年 | ネヴァダ・バー 『山猫』                                                      | - ジャン・バーク 『グッドナイト、アイリーン』 - デボラ・クロンビー 『警視の休暇』 - シャラン・ニューマン "Death Comes As Epiphany" - アビゲイル・パジェット 『封印』 |
| 1994年 | ジェフ・アボット 『図書館の死体』                                            | - ジャネット・イヴァノヴィッチ 『私が愛したリボルバー』 - アーリーン・ファウラー "Fool's Puzzle" - バーバラ・バーネット・スミス "Writers Of The Purple Sage" - ポリー・ホイットニー "Until Death"                                                                         |
| 1995年 | ジーン・M・ダムズ 『眠れない聖夜』                                           | - テリ・ホルブルック "A Far And Deadly Cry" - ジョディ・ヤッフェ 『死へのギャロップ』 - ヴァージニア・ラニア 『追跡犬ブラッドハウンド』 - マーサ・C・ロレンス 『蠍座の殺人』                                                                                              |
| 1996年 | アン・ジョージ "Murder on a Girl's Night Out"                                | - デイル・フルタニ 『ミステリー・クラブ事件簿』 - テリス・マクマハン・グライム "Somebody Else's Child" - テリ・ホルブルック "The Grass Widow" - マーガレット・K・ローレンス "Hearts and Bone: A Novel of Historical Suspense" - リリアン・M・ロバーツ "Riding For A Fall" |
| 1997年 | スジャータ・マッシー 『雪 殺人事件』                                         | - ジョーン・ドブソン "Quieter Than Sleep" - フィリス・リックマン "The Butter Did It" - ペニー・ワーナー 『死体は訴える』 - バーバラ・ジェイ・ウィルスン "Death Brims Over"                                                                                                |
| 1998年 | ロビン・ハサウェイ 『フェニモア先生、墓を掘る』                              | - ジェリリン・ファーマー 『死人主催晩餐会』 - ジャクリーン・フィールダー "Tiger's Palette" - ジュディ・フィッツウォーター "Dying to Get Published" - シャロン・カーン "Fax Me A Bagel"                                                                                    |
| 1999年 | ドナ・アンドリューズ 『庭に孔雀、裏には死体』                                | - エイプリル・ヘンリー 『フェルメール殺人事件』 - クリス・ネリ 『花嫁誘拐記念日』 - エレナ・サンタンジェロ 『将軍の末裔』 - マーシャ・タリー "Sing It To Her Bones" |
| 2000年 | ローズマリー・スティーヴンス "Death on a Silver Tray"                        | - ケイト・グライリー "Death Dances to a Reggae Beat" - ジュリー・レイ・ハーマン "Three Dirty Women and the Garden of Death" - アイリーン・マルクーゼ "Death of an Amiable Child" - デニーズ・スワンソン "Murder of a Small Town Honey"                                    |
| 2001年 | サラ・ストロマイヤー 『バブルズはご機嫌ななめ』                              | - ティム・マイヤーズ "Innkeeping With Murder" - チャールズ・オブライアン 『王宮劇場の惨劇』 - アンディ・ストレイカ "A Witness Above" - アン・ホワイト "An Affinity For Murder"                                                                                            |
| 2002年 | ジュリア・スペンサー＝フレミング "In the Bleak Midwinter"                    | - ピップ・グレンジャー "Not All Tarts Are Apple" - ロベルタ・アイレイブ "Six Strokes Under" - クレア・M・ジョンソン "Beat Until Stiff" - ナンシー・マーティン "How to Murder a Millionaire" - リア・ウェイト 『死体あります―アンティーク・フェア殺人事件』                |
| 2003年 | ジャクリーン・ウィンスピア 『夜明けのメイジー』                              | - エレーネ・フィン "Dealing in Murder" - エリン・ハート 『アイルランドの柩』 - S・W・ハッバード "Take the Bait" - マディ・ハンター 『死んでもいきたいアルプス旅行』 - ジョイス・クレイグ "Murder Off Mike" - サラ・スチュアート・テイラー 『狡猾なる死神よ』              |
| 2004年 | ハーレイ・ジェーン・コザック 『誘惑は殺意の香り』                            | - ジュディ・クレメンス "Till the Cows Come Home" - パトリシア・ハーウィン "Arson and Old Lace" - スーザン・カンデル 『E・S・ガードナーへの手紙』 - パリ・ノスキン・タイヒェルト "The Clovis Incident"                                                                     |
| 2005年 | ローラ・ダラム 『ウェディングプランナーは眠れない』                          | - リサ・ティルマン "Blood Relations" - ローラ・ブラッドフォード "Jury of One" - マギー・セフトン "Knit One, Kill Two" - シャーリー・ダムズガード "Witch Way to Murder" |
| 2006年 | サンドラ・パーシャル 『冷たい月』                                            | - ジェーン・K・クレランド "Consigned To Death" - ホノラ・フィンケルスタイン、スーザン・スミリー "The Chef Who Died Sauteing" - ヘイリー・リンド 『贋作と共に去りぬ』 - カレン・マキナニー 『注文の多い宿泊客』                                                            |
| 2007年 | ハンク・フィリッピ・ライアン "Prime Time"                                    | - チャールズ・フィンチ "A Beautiful Blue Death" - ベス・グラウンドウォーター "A Real Basket Case" - ディアナ・レイバーン "Silent In The Grave" |
| 2008年 | G・M・マリエット 『コージー作家の秘密の原稿』                                | - サラ・アトウェル "Through a Glass, Deadly" - クリスタ・デイヴィス 『感謝祭は邪魔だらけ』 - ローズマリー・ハリス 『事件現場は花ざかり』 - ジョアンナ・キャンベル・スラン "Paper, Scissors, Death"                                                                        |
| 2009年 | アラン・ブラッドリー 『パイは小さな秘密を運ぶ』                              | - リサ・ボーク "For Better For Murder" - メレディス・コール "Posed for Murder" - エリザベス・ダンカン "The Cold Light of Mourning" - ステファニー・ピントフ 『邪悪』 |
| 2010年 | エイヴリー・エイムズ 『名探偵のキッシュをひとつ』                            | - ローラ・アーデン "Murder at the PTA" - アマンダ・フラワー "Maid of Murder" - サッサー・ヒル "Full Mortality" - アラン・オルロフ "Diamonds for the Dead" |
| 2011年 | サラ・J・ヘンリー "Learning to Swim"                                         | - ジャネット・ボリン "Dire Threads" - ケイ・ジョージ "Choke" - ロッチェル・スタッブ "Who Do, Voodoo?" - カリ・リー・タウンセンド "Tempest in the Tea Leaves" |
| 2012年 | スーザン・M・ボイヤー "Lowcountry Boil"                                      | - ダッフィー・ブラウン "Iced Chiffon" - モリー・コックス・ブライアン "A Scrapbook of Secrets" - エリカ・チェイス "A Killer Read" - ステファニー・ジェイ・エヴァンス "Faithful Unto Death"                                                                                 |
| 2013年 | レスリー・ブードウィッツ "Death Al Dente"                                    | - シェリー・コスタ "You Cannoli Die Once" - ケンデル・リン "Board Stiff" - リズ・ムガベロ "Kneading to Die" - リンディー・ウォーカー "Front Page Fatality" |
| 2014年 | テリー・ファーリー・モーラン "Well Read, Then Dead"                          | - アネット・ダショフィ "Circle of Influence" - シェリー・ハリス "Tagged for Death" - スーザン・オブライエン "Finding Sky" - トレイシー・ウェバー "Murder Strikes a Pose"                                                                                                  |
| 2015年 | アート・テイラー "On the Road with Del and Louise"                           | - テッサ・アーレン "Death of a Dishonorable Gentleman" - シンディ・ブラウン "Macdeath" - エレン・バイロン "Plantation Shudders" - ジュリアン・ホームズ "Just Killing Time"                                                                                                |
| 2016年 | シンシア・クーン "The Semester of Our Discontent"                            | - マーラ・クーパー "Terror in Taffeta" - アレクシア・ゴードン "Murder in G Major" - ナディン・ネットマン "Decanting a Murder" - レネー・パトリック "Design for Dying" |
| 2017年 | ケリー・ガレット "Hollywood Homicide"                                        | - ミッキー・ブラウィング "Adrift" - V・M・バーンズ "The Plot is Murder" - ローラ・オルズ "Daughters of Bad Men" - キャスリーン・ヴァレンティ "Protocol" |

### 最優秀歴史小説賞 (Best Historical Novel)
| 年     | 受賞作                                                                     | ノミネート作 |
| ------ | -------------------------------------------------------------------------- | --- |
| 2011年 | リース・ボウエン "Naughty in Nice"                                         | - J・J・マーフィ "Murder Your Darlings" - アン・パーカー "Mercury's Rise" - ジェリ・ウェスターソン "Troubled Bones" - ジャクリーン・ウィンスピア "A Lesson in Secrets"                                                  |
| 2012年 | カトリーナ・マクファーソン "Dandy Gilver and an Unsuitable Day for Murder" | - リース・ボウエン 『貧乏お嬢さまのクリスマス』 - ヴィクトリア・トンプソン "Murder on Fifth Avenue" - チャールズ・トッド "An Unmarked Grave" - ジャクリーン・ウィンスピア "Elegy for Eddie"                             |
| 2013年 | チャールズ・トッド "A Question of Honor"                                   | - リース・ボウエン "Heirs and Graces" - ケイ・ジョージ "Death in the Time of Ice" - J・J・マーフィ "A Friendly Game of Murder" - ヴィクトリア・トンプソン "Murder in Chelsea"                                           |
| 2014年 | リース・ボウエン "Queen of Hearts"                                         | - チャールズ・トッド "Hunting Shadows" - チャールズ・トッド "An Unwilling Accomplice" - D・E・アイルランド "Wouldn't it Be Deadly" - ヴィクトリア・トンプソン "Murder in Murray Hill"                                   |
| 2015年 | ローリー・R・キング "Dreaming Spies"                                       | - リース・ボウエン "Malice at the Palace" - スザンナ・カルキンス "The Masque of a Murderer" - スーザン・イーリア・マクニール 『ファーストレディの秘密のゲスト』 - ヴィクトリア・トンプソン "Murder on Amsterdam Avenue" |
| 2016年 | カトリーナ・マクファーソン "The Reek of Red Herrings"                      | - ジェシカ・エステバオ "Whispers Beyond the Veil" - D・E・アイルランド "Get Me to the Grave on Time" - イーディス・マックスウェル "Delivering the Truth" - ヴィクトリア・トンプソン "Murder in Morningside Heights"     |
| 2017年 | リース・ボウエン "In Farleigh Field"                                       | - ジェシカ・エリコット "Murder in an English Village" - イーディス・マクスウェル "Called to Justice" - スーザン・イーリア・マクニール 『ホテル・リッツの婚約者』 - レネー・パトリック "Dangerous to Know"               |

### 最優秀短篇賞 (Best Short Story)
- 1988年 - ロバート・バーナード（英語版） "More Final Than Divorce"
- 1989年 - シャーリン・マクラム 「小さな敷居際の一杯」
- 1990年 - ジョーン・ヘス 「とても我慢できない」
- 1991年 - マーガレット・マロン 「デボラの裁き」
- 1992年 - アーロン&シャーロット・エルキンズ "Nice Gorilla"
- 1993年 - M・D・レイク "Kim's Game"
- 1994年 - ドロシー・キャネル "The Family Jewels"
- 1995年 - エリザベス・ダニエルズ・スクエア "The Dog Who Remembered Too Much"
- 1996年 - キャロリン・ウィート "Accidents Will Happen"
- 1997年 - M・D・レイク "Tea for Two"
- 1998年 - バーバラ・ダマート "Of Course You Know That Chocolate Is A Vegetable"
- 1999年 - ナンシー・ピカード "Out of Africa"
- 2000年 - ジャン・バーク（英語版） "The Man in the Civil Suit"
- 2001年 - キャサリン・ホール・ペイジ "The Would-Be-Widower"
- 2002年 - マーガレット・マロン "The Dog That Didn't Bark"
- 2003年 - エリザベス・フォックスウェル "No Man's Land"
- 2004年 - エレイン・ヴィエッツ（英語版） 「ウェディング・ナイフ」
- 2005年 - マーシャ・タリー "Driven to Distraction"
- 2006年 - トニー・ケルナー（英語版） "Sleeping with the Plush"
- 2007年 - ドナ・アンドリューズ "A Rat's Tale"
- 2008年 - ダナ・キャメロン（英語版） "The Night Things Changed"
- 2009年 - ハンク・フィリッピ・ライアン（英語版） "On the House"
- 2010年 - メアリー・ジェーン・マフィーニ "So Much in Common"
- 2011年 - デイナ・キャメロン（英語版） "Disarming"
- 2012年 - デイナ・キャメロン（英語版） "Mischief in Mesopotamia"
- 2013年 - アート・テイラー "The Care and Feeding of House Plants"
- 2014年 - アート・テイラー "The Odds are Against Us"
- 2015年 - バーブ・ゴフマン "A Year Without Santa Claus"
- 2016年 - アート・テイラー "Parallel Play"
- 2017年 - ジジ・パンディアン "The Library Ghost of Tanglewood Inn"

### 最優秀児童書・ヤングアダルト賞 (Best Children/Young Adult Fiction)
- 2001年 - ペニー・ワーナー（英語版） "Mystery Of The Haunted Caves"
- 2002年 - ダニエル・J・ヘイル & マシュー・ラブロ "Red Card"
- 2003年 - キャサリン・カー（英語版） "The 7th Knot"
- 2004年 - ブルー・バリエット 『フェルメールの暗号』
- 2005年 - ピーター・エイブラハムズ（英語版） 『不思議の穴に落ちて』
- 2005年 - カール・ハイアセン 『フラッシュ』
- 2006年 - ナンシー・ミーンズ・ライト "Pea Soup Poisonings"
- 2007年 - サラ・マスターズ・バッキー "The Light In The Cellar"
- 2008年 - クリス・グラベンスタイン（英語版） "The Crossroads"
- 2009年 - ジョン・C・フォード "The Morgue and Me"
- 2010年 - サラ・スミス（英語版） "The Other Side of Dark"
- 2011年 - クリス・グラベンスタイン（英語版） "The Black Heart Crypt"
- 2012年 - ペニー・ワーナー（英語版） 『暗号クラブ (2) ゆうれい灯台ツアー』
- 2013年 - クリス・グラベンスタイン（英語版） 『図書館脱出ゲーム ぼくたちの謎とき大作戦!』
- 2014年 - ペニー・ワーナー（英語版） 『暗号クラブ (4) よみがえったミイラ』
- 2015年 - アマンダ・フラワー（英語版） "Andi Unstoppable"
- 2016年 - ペニー・ワーナー（英語版） 『暗号クラブ (6) エンジェル島キャンプ事件』
- 2017年 - シンディ・カラハン（英語版） "Sydney Mackenzie Knocks ‘Em Dead"
- 2018年 - シンディ・カラハン（英語版） "Potion Problems"
- 2019年 - フランシス・スクーンメイカー "The Last Crystal"
- 2020年 - リッチー・ナルバエス（英語版） "Holly Hernandez and the Death of Disco"
- 2021年 - アラン・オルロフ（英語版） "I Play One on TV"
- 2022年 - ナンシー・スプリンガー "Enola Holmes and the Elegant Escapade"

### 最優秀ノンフィクション賞（Best　Nonfiction）
英語版wikipedia Agatha Award参照。

## その他の賞

### 生涯功労賞（Malice Domestic Award for Lifetime Achievement）
- 1990年 - フィリス・A・ホイットニー
- 1994年 - ミニョン・G・エバーハート（英語版）
- 1996年 - メアリー・スチュアート（英語版）
- 1997年 - エマ・レイサン（英語版）
- 1998年 - シャーロット・マクラウド
- 1999年 - パトリシア・モイーズ
- 2000年 - ディック・フランシス
- 2001年 - ミルドレッド・ベンソン（英語版）
- 2002年 - トニイ・ヒラーマン
- 2003年 - バーバラ・マーツ（エリザベス・ピーターズ、バーバラ・マイケルズ）
- 2004年 - マリアン・バブソン（英語版）
- 2005年 - H・R・F・キーティング
- 2006年 - キャロリン・G・ハート
- 2008年 - ピーター・ラヴゼイ
- 2009年 - アン・ペリー
- 2010年 - メアリ・H・クラーク
- 2011年 - スー・グラフトン
- 2012年 - サイモン・ブレット（英語版）

### ポアロ賞（Poirot Awards）
作家ではないが、ミステリのジャンルで素晴らしい貢献をした個人に与えられる。
- 2003年 - デヴィッド・スーシェ（俳優）
- 2004年 - ルース・キャビン（編集者）
- 2005年 - アンジェラ・ランズベリー（女優）
- 2006年 - ダグラス・グリーン（出版関係者）
- 2007年 - 該当者なし
- 2008年 - ジャネット・ハッチングス（『HQMM』編集者）、リンダ・ランドリガン（『AHMM』編集者）
- 2009年 - ケイト・スティーン、ブライアン・スクーピン（『ミステリー・シーン』出版者）
- 2010年 - ウィリアム・リンク（脚本家・プロデューサー）
- 2011年 - ジャネット・ルドルフ（マカヴィティ賞を主宰する「国際ミステリ愛好家クラブ」の創設者）
- 2012年 - リー・ゴールドバーグ（英語版）（作家、脚本家、TVプロデューサー）